# 大宅壮一文庫
大宅壮一文庫（おおやそういちぶんこ）は、東京都世田谷区八幡山にある専門図書館。
膨大な雑誌のコレクションを基調としており、大宅壮一の死去翌年の1971年（昭和46年）5月17日に開館した。公益財団法人大宅壮一文庫によって運営されている。元文部科学省所管。日本を代表する「非公立」図書館の一つとされている。

## 特色
大宅コレクションは週刊誌をはじめとする通俗的な雑誌を、大宅独特の視点と方法により索引づけている（33の大項目・695の中項目・約7000の小項目）。件名別、人名別の「雑誌記事索引総目録」が刊行されているが、普通の雑誌記事索引では見られない記事を拾っている。2018年（平成30年）時点で雑誌約1万種類、78万冊、現在刊行されている雑誌だけでも1000種類を収蔵している。1874年（明治7年）に慶応義塾出版社から出版された『民間雑誌』など、明治や大正に創刊された雑誌の「創刊号」も保管されている。
索引データベースの作成は常勤職員34名の手作りで、15年度の利用者は約87,000人、うち来館者は37,000人であり、有料データベースの方が利用者数が多い。

## 歴史
ジャーナリストの大宅壮一は、古本市や古書店に通って収集した20万冊のコレクションを「雑草文庫」として知人に惜しみなく開放していた。
大宅死後の1971年（昭和46年）、マスコミをはじめとする各界の支援により、大宅のコレクションを引き継いだ「大宅壮一文庫」が創設された。大宅の遺志を尊重して広く一般に公開され、大宅の書斎が再現されたコーナーも作られた。
当初は1日平均2人に満たなかった利用者は、1976年（昭和51年）に発生したロッキード事件で多くの報道関係者が押し寄せて以来、多くのジャーナリストやライターに愛用されるようになった。ピーク時の2000年（平成12年）には1年間でおよそ10万人の利用者があったが、2015年度は8.7万人となっている。マスコミ関係者の利用が9割という。また、専門図書館の中でもよく利用されているとされる。
2018年（平成30年）、約20年ぶりに人物別の記事目録を「雑誌記事人物索引」として、オンデマンド出版で刊行した（2014年 - 2016年の各年ごと上下版、日外アソシエーツ）。
現在の理事長は大宅壮一の三女・大宅映子で、評議員7名と理事6名である（出版社役員とノンフィクション作家らで構成）。また副理事長は現在は空席だが、没時まで植田康夫（大宅壮一の弟子で上智大学教授ほか）が務めていた。

## 大宅式分類法
大宅壮一は本の分類整理を重視した。雑誌や書籍の記事を「人名索引」と「件名索引」で分類し、手書きのカードを作成させた。特に件名索引は世相を反映した項目だてを行っており、一般的な分類法とは違った記事検索を可能にしている。
【人名索引】約14万人（280万件）
　著名人の雑誌掲載記事を人物別に分類。年間約4000の人名項目が新しく作成される。　
【件名索引】約7000項目（354万件）
　雑誌掲載記事を事項別・事件別に分類し、新しい項目を作る。

## 経営状況と対応策
大宅壮一文庫は慢性的な赤字経営となっており、その原因は利用者の減少、年間契約の法人会員の減少、国立国会図書館との競合にあるとされている。平成26年度は4000万円を超える赤字を計上したと報道される。
ツカダマスヒロによれば、国立国会図書館サーチでは雑誌の目次に記されたキーワードからしか記事を検索できないが、大宅壮一文庫では本文の語句から独自にタグ付けしてデータベースを構築しているので、より多くの記事が見つかる場合があるとしている。大宅壮一ノンフィクション賞を受賞した作家の後藤正治は、書き手にとってはなくてはならない場所と語っている。
2017年（平成29年）5月29日、年間約2000万円の赤字を立て直すため、入館料300円を500円に引き上げるとともに、クラウドファンディングサービス「READYFOR」で支援を呼びかけたところ、3日間で目標の500万円が集まったと報道された。集まった支援金の使途は、施設の補修やデータベースシステムの改修、職員の給与等とされている。
2019年（令和元年）7月30日には、安定運営のために年2000万円以上の寄付獲得をめざす支援組織「パトロネージュ」発足と、8月1日からの寄付受け入れが発表された。生前の大宅と親交があったデヴィ夫人が代表を務める。

## 施設

### 世田谷本館

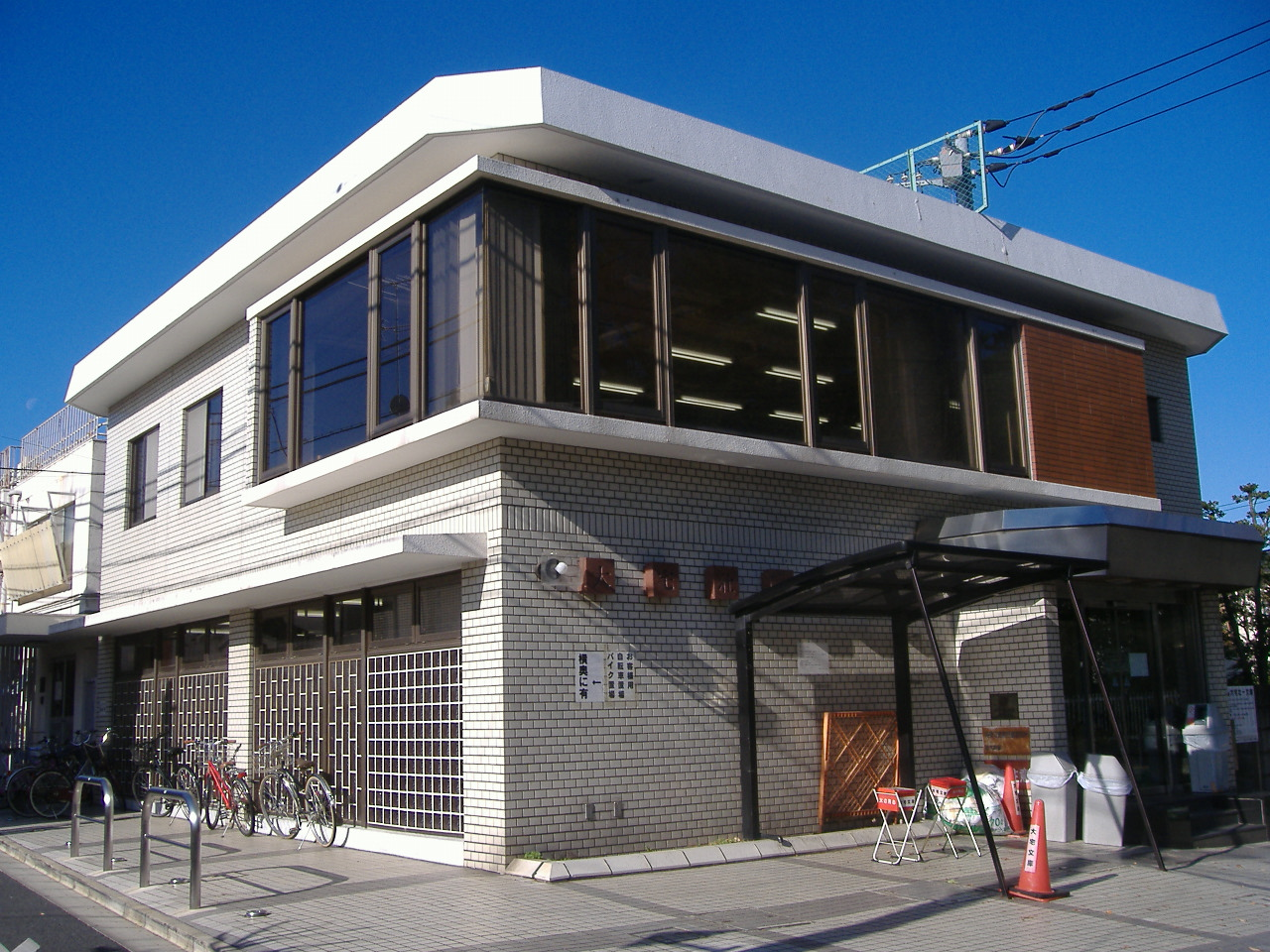
大宅壮一文庫世田谷本館

- 所在地 - 東京都世田谷区八幡山三丁目10番20号
- アクセス - 京王線八幡山駅から徒歩8分
- 座標 - 北緯35度39分52.3秒 東経139度37分9.4秒 / 北緯35.664528度 東経139.619278度
- 開設 - 1971年（昭和46年）5月17日
- 開館 - 10:00〜18:00 (日曜・祝日・年末年始休館)
- 蔵書数 - 雑誌約1万種類、約70万冊
- 入館料 - 500円

### 越生分館

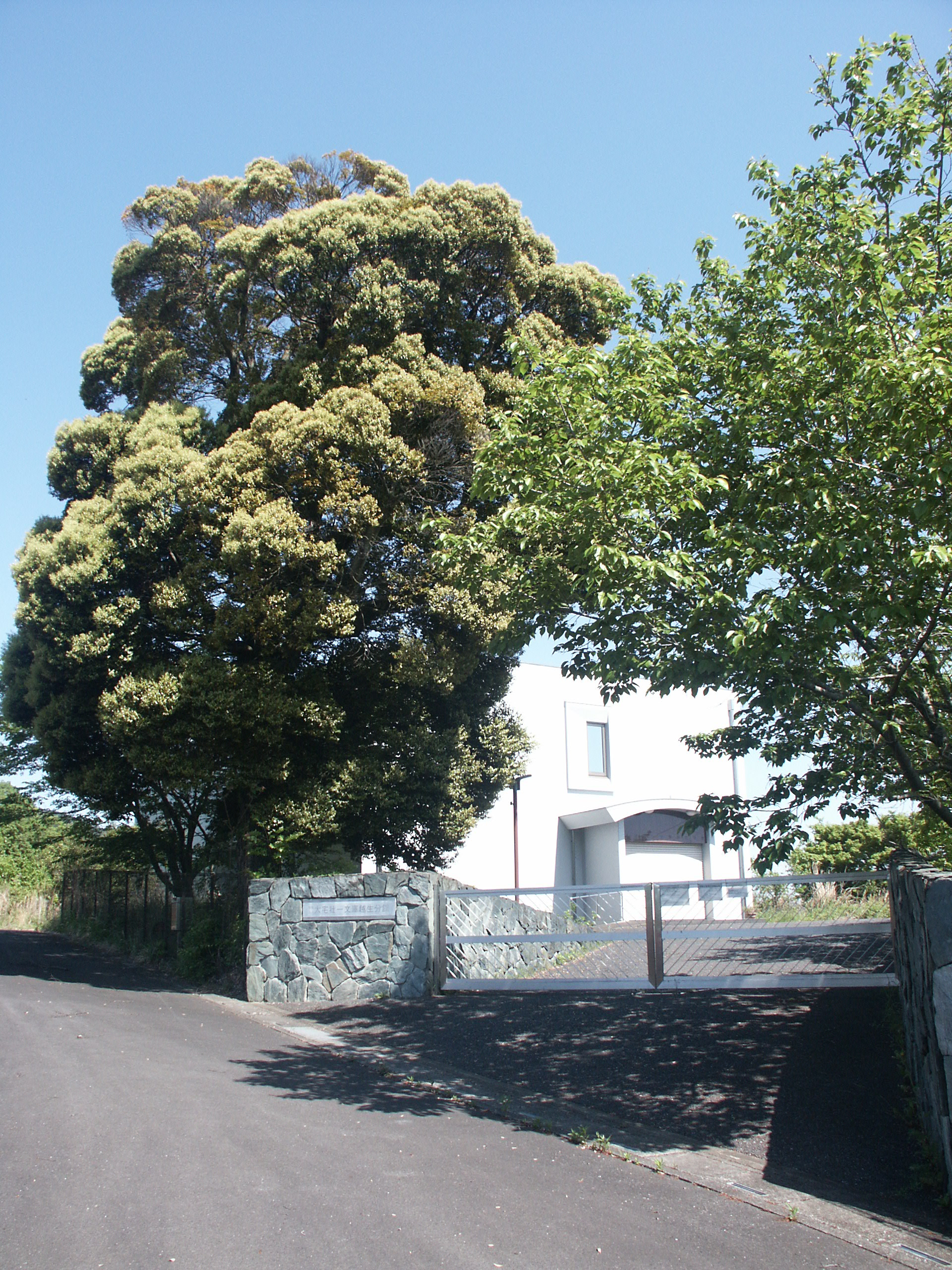
越生分館

- 所在地 - 埼玉県入間郡越生町上野2845-2
- アクセス - 東武越生線武州唐沢駅から徒歩20分[20]
- 座標 - 北緯35度56分59秒 東経139度17分50.8秒 / 北緯35.94972度 東経139.297444度
- 開設 - 1997年（平成9年）4月
- 開館 - 毎月第2火曜日（祝日の場合は休館） 11:00〜16:00(昼休み 12:00〜13:00)
- 蔵書数 - 書籍約3万冊
- 入館料 - 500円

## 受賞
1982年（昭和58年）には、日本唯一の雑誌専門図書館として社会に寄与してきた実績が評価され、第30回菊池寛賞を受賞した。
2018年（平成30年）には、きわめて多数の一般大衆誌に注目し、独自の索引・分類方式を開発して、とりわけ報道活動への大きな貢献を果たし、近年の財政難にもクラウドファンディングを通じて体制を堅持していることが評価され、第20回図書館サポートフォーラム賞を受賞した。
2022年（令和4年）には、大宅壮一文庫のこれまでの出版研究への貢献に対し、第43回日本出版学会賞（2021年度）特別賞を受賞した。

## 関連文献
- 『大宅壮一文庫解体新書』阪本博志編、勉誠出版、2021年5月。ISBN 978-4-585-30001-4
- 『大宅壮一文庫 所蔵総目録』公益財団法人大宅壮一文庫 編、皓星社、2021年5月。ISBN 9784774407401